# 디프로토돈
디프로토돈(Diprotodon)은 신생대 플라이스토세 중기에서 후기 지금의 호주에 해당하는 지역에서 살았던 유대류이다. 속명의 뜻은 그리스어로 '두 개의 앞니'를 뜻한다.

## 특징

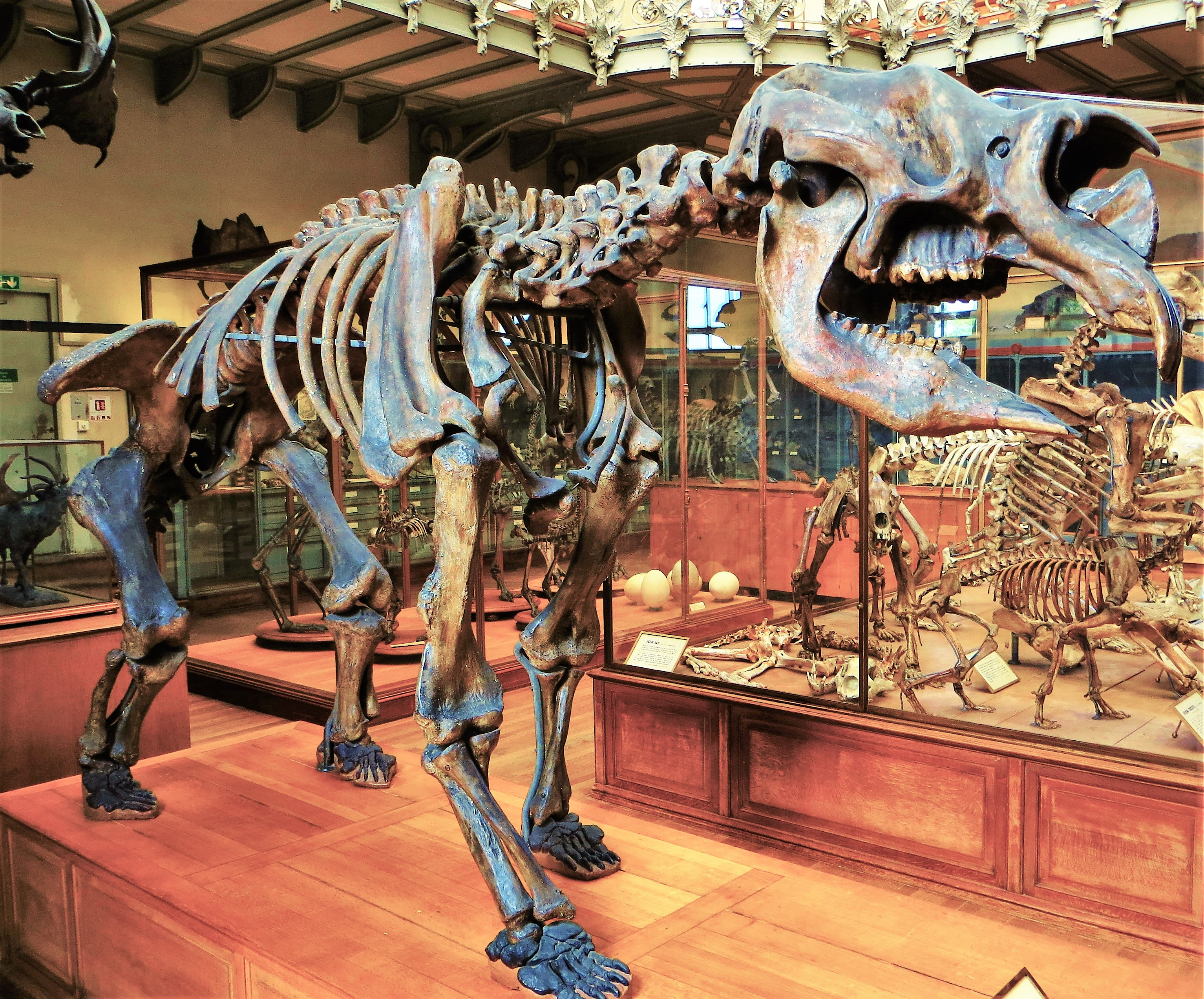
디프로토돈의 화석

디프로토돈은 지금까지 살았던 유대류 중 가장 큰 것으로 알려진 동물로, 가장 가까운 친척인 웜뱃과 코알라보다 훨씬 크다. 어깨의 양 끝까지의 길이만 1.8 m (5 ft 11 in)였고, 몸길이는 4 m (13 ft)까지 자랐으며, 무게는 3,500 kg (7,700 lb)에 다다를 정도였을 것으로 추정된다. 주로 코끼리 같은 다리로 스스로를 지탱해 장거리를 이동했으며, 체중의 대부분이 발에 쏠렸을 것으로 추정된다.
턱은 길었고, 평소에 2,300 뉴턴 (520 파운드힘)의 치악력을 가졌으며, 이러한 강력한 턱을 통해 식물의 나뭇가지, 새싹, 잎 등을 대량으로 섭취할 수 있었다.

## 이동성

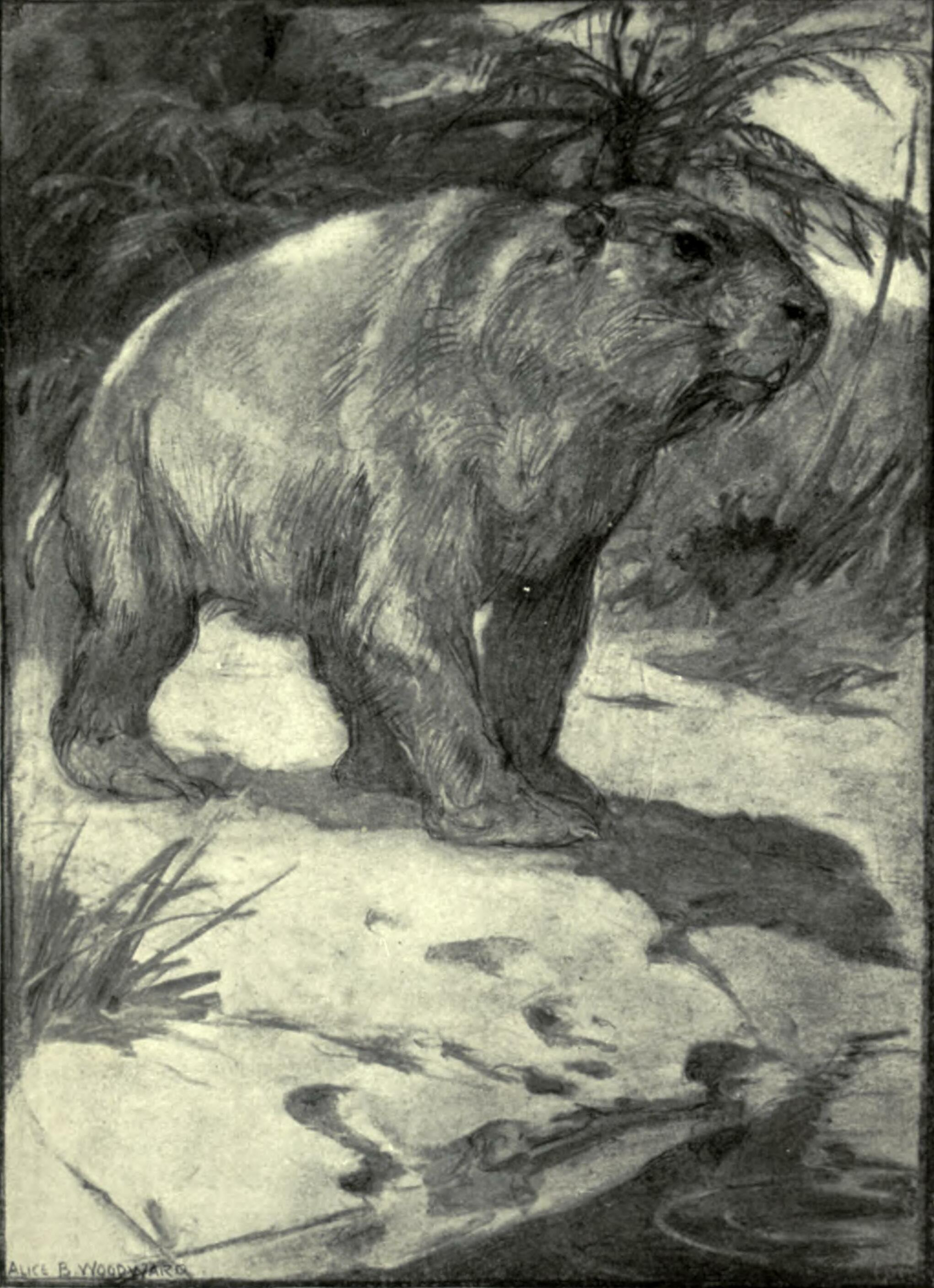
디프로토돈의 복원도

디프로토돈은 계절에 따라 지역에서 지역으로 이동하는 유일한 유대류인 것으로 알려져 있다. 대부분이 암컷으로 이루어진 대규모의 디프로토돈 무리는 음식과 물을 찾기 위해 다양한 서식지를 6 km/h (3.7 mph)씩 걸었을 것으로 추정된다. 주로 한 수컷이 여러 마리의 암컷을 거느리는 일부다처제 사회를 형성했으며, 강력한 앞니를 사용하여 짝을 차지하기 위해 싸우거나 포식자를 방어하기 위해사 사용했다고 추정된다. 또한, 유대류이기 때문에 어미는 배에 있는 주머니에 새끼를 키웠고, 웜뱃처럼 주머니가 뒤쪽을 향하도록 했을 것이다.